# Taeniophyllum quaquaversum
Taeniophyllum quaquaversum är en orkidéart som beskrevs av Rudolf Schlechter. Taeniophyllum quaquaversum ingår i släktet Taeniophyllum och familjen orkidéer. Inga underarter finns listade i Catalogue of Life.